# Csangnanszuron Kiss
A Csangnanszuron khiszu (hangul: 장난스런 키스, RR: Jangnanseureon Khiseu), angol címén Playful Kiss vagy Naughty Kiss, dél-koreai dorama, melyet 2010-ben vetített az MBC csatorna. A történet alapja az Itazura na Kiss (イタズラなKiss, Mischievous Kiss) című japán manga, melynek ez a sorozat a harmadik televíziós adaptációja, a tajvani It Started With a Kiss (2005) és annak folytatása, a They Kiss Again (2007) után. Főszereplői Kim Hjondzsung és Csong Szomin. Annak ellenére, hogy hazájában alacsony nézettségű volt, tizenkét ázsiai országnak adták el a vetítési jogokat. Nemzetközi népszerűségének köszönhetően az eredeti 16 részt követően a sorozat YouTube-csatornáján hét rövid extra epizódot is levetítettek. Az online részeket több mint 19 milliószor nézték meg.

## Történet
O Hani, a butuska rossz tanuló, beleszeret a középiskola legjóképűbb és legokosabb fiújába, Pek Szungdzsóba és szerelmes levelet ír neki. Szungdzso azonban ridegen elutasítja a közeledését. Mikor Haniék háza összedől egy földrengésben, édesapja barátja befogadja őket az otthonukba. A papa barátja pedig nem más, mint Szungdzso édesapja, így a két fiatal kénytelen együtt lakni. Hani és Szungdzso együtt mennek egyetemre, ahol Haninak komoly riválisa akad a fiú szívéért folytatott harcban a szép, gazdag és nagyon okos Hera személyében. Haniért pedig továbbra is küzd régi osztálytársa, Dzsungu.

## Szereplők
- 김현중 Kim Hjondzsung: Pek Szungdzso
- 정소민 Csong Szomin: O Hani
- 이태성 I Theszong: Pong Dzsungu
- 이시영 I Sijong: Jun Hera
- 정혜영 Csong Hjejong: Szungdzso anyja
- 윤승아 Jun Szunga: Hani barátnője

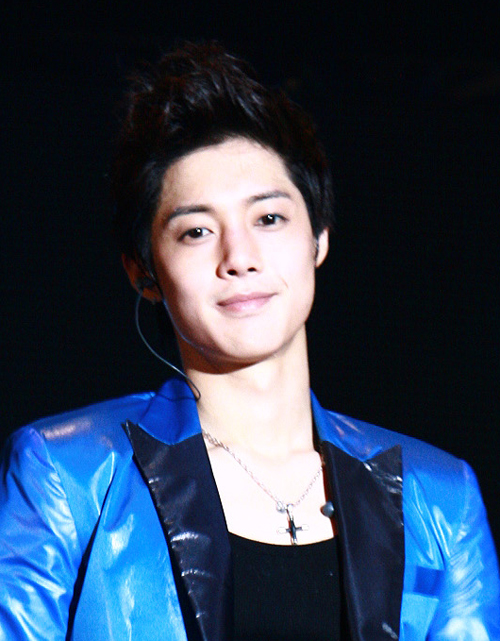
Kim Hjondzsung
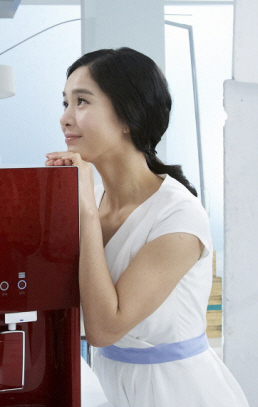
Csong Hjejong

## Díjak és elismerések
| Év   | Díj                                     | Kategória                       | Díjazott       |
| ---- | --------------------------------------- | ------------------------------- | -------------- |
| 2010 | Korean Culture and Entertainment Awards | Legjobb új televíziós színésznő | Csong Szomin   |
| 2010 | MBC Drama Awards                        | Legjobb új színész              | I Theszong     |
| 2010 | MBC Drama Awards                        | Népszerűség-díj                 | Kim Hjondzsung |